# Elaphoglossum formosum
Elaphoglossum formosum là một loài dương xỉ trong họ Dryopteridaceae. Loài này được Urb. mô tả khoa học đầu tiên.